# Sachirō Toshima
Sachirō Toshima (戸嶋 祥郎?, Toshima Sachirō; Saitama, 26 settembre 1995) è un calciatore giapponese, centrocampista del Kashiwa Reysol.

## Palmarès

### Nazionale
- Universiade: 1

2017